# ديفيد موراي (رائد أعمال)
ديفيد موراي (بالإنجليزية: David Murray)‏ هو رائد أعمال بريطاني، ولد في 14 أكتوبر 1951 في آير في المملكة المتحدة.